# パスカル・クレモン

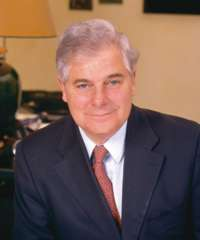
パスカル・クレモン

パスカル・クレモン（Pascal Clément、1945年5月12日 - 2020年6月21日）は、フランスの政治家。国民運動連合所属。パリ近郊のオー＝ド＝セーヌ県ブローニュ＝ビヤンクール出身。
1977年Saint-Marcel-de-Félines市長。1978年ロワール県選出の下院国民議会議員。1994年ロワール県県議会会議長。2005年ドミニク・ド・ヴィルパン内閣の法務大臣。